# Tot sobre Eva

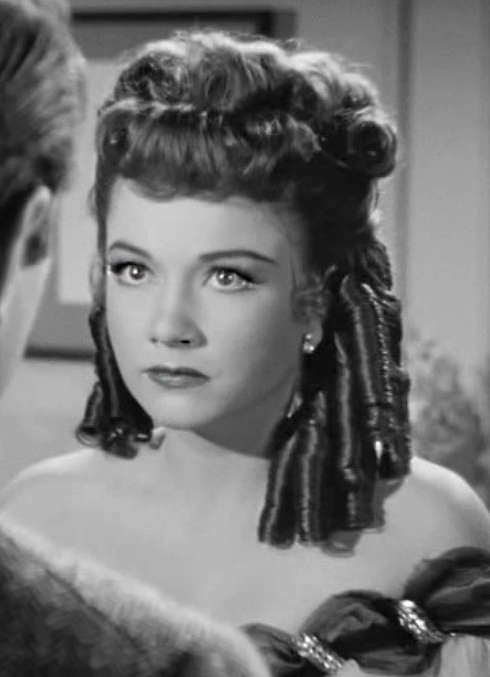
Anne Baxter en el paper d'Eve Harrington

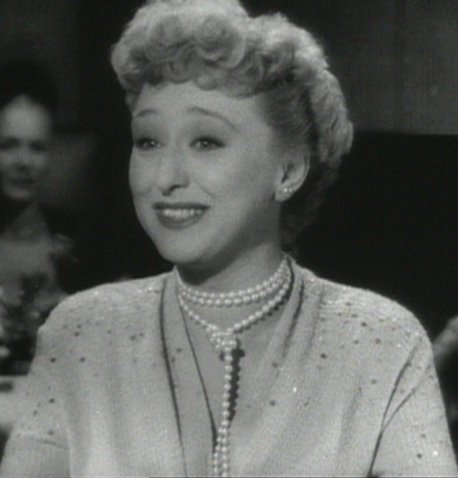
Celeste Holm com a Karen

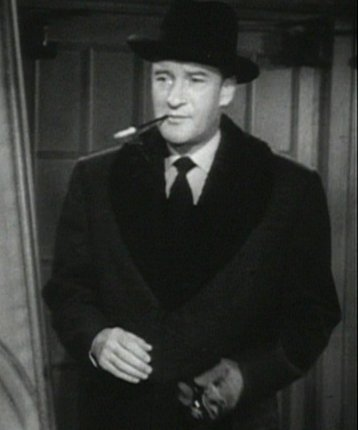
George Sanders com a Addison DeWitt

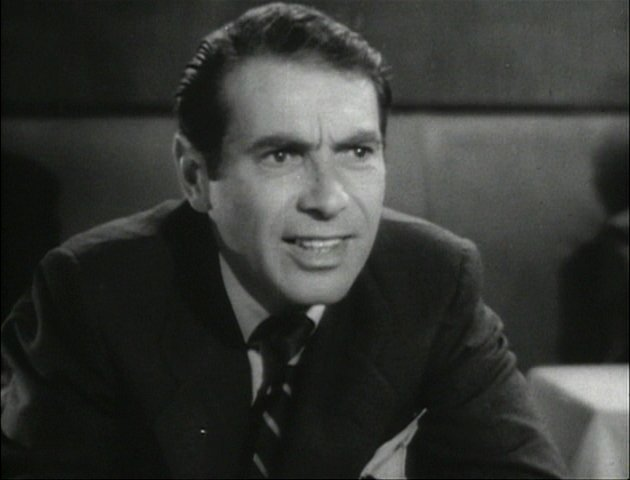
Gary Merrill com a Bill Samson

Tot sobre Eva (títol original en anglès All About Eve) és una pel·lícula estatunidenca de 1950, escrita i dirigida per Joseph L. Mankiewicz a partir del relat curt The Wisdom of Eve de Mary Orr. Bette Davis interpreta a Margo Channing, actriu de Broadway, i Anne Baxter interpreta a Eva Harrington, una jove admiradora que apareix en la vida de Channing, amenaçant la seva carrera artística i la seva vida personal. Gary Merrill, George Sanders, Hugh Marlowe, Celeste Holm i Thelma Ritter també apareixen en la pel·lícula. La pel·lícula representa una de les primeres aparicions importants de Marilyn Monroe.
Tot sobre Eva va ser candidata en 14 categories als premis Oscar, i en va guanyar sis, inclòs el de millor pel·lícula. També ha estat seleccionada per a conservació pel National Film Registry dels Estats Units.

## Argument[2]
Després de presentar-se a Margo Channing (Bette Davis), famosa i temperamental estrella de teatre a la qual assegura admirar, Eve Harrington (Anne Baxter), una jove amb ambicions teatrals, és contractada com a secretària i acompanyant de Margo. L'autor teatral Lloyd Richards (Hugh Marlowe) i Karen (Celeste Holm), la seua encantadora dona, els quals han simpatitzat amb l'aparentment ingènua Eve, donen llur aprovació a aquest acord. Només Birdie Coon (Thelma Ritter), serventa de Margo i una dona que no té pèls a la llengua, sembla dubtar de la sinceritat d'Eve. A la festa de benvinguda a Bill Samson (Gary Merrill), el jove director amb el qual espera casar-se, Eve es mostra tan superficialment indispensable i tan atenta amb Bill que Margo, incapaç de contenir-se, la recrimina davant dels altres convidats: Max Fabian (Gregory Ratoff), el seu productor, el crític de teatre Addison DeWitt (George Sanders) i la seua amant, la senyoreta Casswell (Marilyn Monroe). Amb l'esperança d'allunyar Eve de la seua vida amb la delicadesa més gran possible, Margo aconsegueix que Max li doni una feina a la seua oficina. Promet també a Addison DeWitt que tindrà en compte a la senyoreta Casswell com a suplent seua i farà una lectura amb ella la setmana següent. Margo arriba massa tard per a escoltar la senyoreta Casswell i s'assabenta per Addison que Eve ha llegit en el seu lloc i ha aconseguit el lloc de suplent. Enfurismada, Margo reprèn amb vehemència Lloyd Richards i a Bill per conspirar en contra d'ella. Bill comprèn que Margo té gelosia d'Eve i trenca la relació sentimental que mantenia amb ella. Quan Karen s'assabenta de la rudesa de Margo, decideix donar-li una lliçó d'humilitat i conspira perquè Eve ocupi el seu lloc. L'endemà Addison lloa l'actuació d'Eve en la seua columna del diari, i a on ella concedeix també una entrevista que conté diverses observacions poc amables sobre les actrius ja madures que continuen fent papers de joveneta. Bill, que la nit anterior havia rebutjat les insinuacions d'Eve, corre al costat de Margo i es disculpa per no haver fet cas del seu judici sobre Eve. En una festa íntima per a celebrar el compromís matrimonial de Margo amb Bill, Eve es dirigeix a Karen per desmentir les declaracions de la columna d'Addison i tracta de fer-li xantatge perquè influeixi en Lloyd perquè aquest li doni el paper principal en la seua nova obra. Abans de pregar a Karen que li expliqui el que Eve li ha dit, Margo anuncia a Lloyd que pensa retirar-se i li demana que cerqui una altra actriu perquè protagonitzi la seua nova obra. Eve, que ha aconseguit el paper principal en la comèdia de Lloyd, li diu a Addison, poc abans de l'estrena a New Haven, que Lloyd pensa divorciar-se de Karen i casar-se amb ella. Addison li replica que ell està al corrent de tots els seus plans i coneix el seu més que dubtós passat, i afegeix que ella li pertany a ell i no pas a Lloyd. Després de ser aclamada com la millor actriu de l'any, Eve torna al seu hotel i troba una jove (Barbara Bates) adormida en una butaca. La noia assegura ser una gran admiradora d'Eve i esmenta els seus desitjos de ser actriu. Eve, absorta en el seu propi triomf, no comprèn que l'està aguaitant una criatura que és com ella mateixa.

## Repartiment
- Bette Davis: Margo Channing
- Anne Baxter: Eve Harrington
- George Sanders: Addison DeWitt
- Celeste Holm: Karen Richards
- Gary Merrill: Bill Sampson
- Hugh Marlowe: Lloyd Richards
- Thelma Ritter: Birdie
- Gregory Ratoff: Max Fabian
- Marilyn Monroe: Miss Casswell
- Barbara Bates: Phoebe

## Crítica
- "Anem de seguida al gra, Tot sobre Eva, estrenada ahir al Roxy Theater, és, probablement, la pel·lícula més intel·ligent, més devastadora, més adulta i més culta mai rodada sobre alguna cosa relacionada amb l'escenari teatral de Nova York. És també un dels millors films d'aquest any o de qualsevol altre any recent, un comentari espurnejant i viu, brillantment escrit i magníficament interpretat, sobre una de les nostres institucions més respectades, sofisticades i erudites, el teatre clàssic. I només per demostrar que encara no he acabat els superlatius, Tot sobre Eva és també una pel·lícula en la qual Bette Davis ofereix la millor interpretació, la més emotiva i la més perceptiva que hagi mostrat a la pantalla. Incloent-hi la de Captius del desig... Tenen vostès la meva paraula: Tot sobre Eva és un dels grans films del nostre temps."[5]
- "Bette Davis, durant gairebé dues dècades una de les nostres més grans actrius i pitjors intèrprets, s'ha tret per fi de sobre la seua fórmula lacrimògena i demostra la viva i imparable força que posseeix. El seu paper és el d'una actriu teatral en els seus darrers anys d'activitat, i l'interpreta amb un humor sarcàstic tan malvat que suggereix que la senyoreta Davis deu haver odiat aquest personatge per sobre de tots els altres. Hi ha, a més, una sàvia compenetració amb la dama en qüestió, que acaba per aconseguir que el públic idolatri per igual al personatge i a Bette."[6]

## Premis
| Award                                               | Category                                    | Nominee(s)                                                                                                | Result    |
| --------------------------------------------------- | ------------------------------------------- | --- | --------- |
| Premis Oscar                                        | Millor pel·lícula                           | 20th Century Fox                                                                                          | Guanyador |
| Premis Oscar                                        | Millor director                             | Joseph L. Mankiewicz                                                                                      | Guanyador |
| Premis Oscar                                        | Millor actriu                               | Anne Baxter                                                                                               | Nominat   |
| Premis Oscar                                        | Millor actriu                               | Bette Davis                                                                                               | Nominat   |
| Premis Oscar                                        | Millor actor de repartiment                 | George Sanders                                                                                            | Guanyador |
| Premis Oscar                                        | Millor actriu de repartiment                | Celeste Holm                                                                                              | Nominat   |
| Premis Oscar                                        | Millor actriu de repartiment                | Thelma Ritter                                                                                             | Nominat   |
| Premis Oscar                                        | Millor guió adaptat                         | Joseph L. Mankiewicz                                                                                      | Guanyador |
| Premis Oscar                                        | Millor disseny de producció – Blanc i negre | Direcció artística: Lyle R. Wheeler i George Davis; Decoració d'escenari: Thomas Little i Walter M. Scott | Nominat   |
| Premis Oscar                                        | Millor fotografia – Blanc i negre           | Milton R. Krasner                                                                                         | Nominat   |
| Premis Oscar                                        | Millor vestuari                             | Edith Head i Charles LeMaire                                                                              | Guanyador |
| Premis Oscar                                        | Millor muntatge                             | Barbara McLean                                                                                            | Nominat   |
| Premis Oscar                                        | Millor banda sonora                         | Alfred Newman                                                                                             | Nominat   |
| Premis Oscar                                        | Millor so                                   | Thomas T. Moulton                                                                                         | Guanyador |
| Premis Bodil                                        | Millor pel·lícula americana                 | Joseph L. Mankiewicz                                                                                      | Guanyador |
| Premi BAFTA                                         | Millor pel·lícula                           | Millor pel·lícula                                                                                         | Guanyador |
| Cahiers du Cinéma                                   | Millor pel·lícula                           | Joseph L. Mankiewicz                                                                                      | Nominat   |
| Festival de Cannes                                  | Palma d'Or                                  | Joseph L. Mankiewicz                                                                                      | Nominat   |
| Festival de Cannes                                  | Premi del Jurat                             | Joseph L. Mankiewicz                                                                                      | Guanyador |
| Festival de Cannes                                  | Millor actriu                               | Bette Davis                                                                                               | Guanyador |
| Premis del Sindicat de Directors dels Estats Units  | Millor direcció                             | Joseph L. Mankiewicz                                                                                      | Guanyador |
| Dorian Awards                                       | Timeless Award                              | Timeless Award                                                                                            | Guanyador |
| Premis Globus d'Or                                  | Millor pel·lícula dramàtica                 | Millor pel·lícula dramàtica                                                                               | Nominat   |
| Premis Globus d'Or                                  | Millor actriu dramàtica                     | Bette Davis                                                                                               | Nominat   |
| Premis Globus d'Or                                  | Millor actor secundari                      | George Sanders                                                                                            | Nominat   |
| Premis Globus d'Or                                  | Millor actriu secundària                    | Thelma Ritter                                                                                             | Nominat   |
| Premis Globus d'Or                                  | Millor direcció                             | Joseph L. Mankiewicz                                                                                      | Nominat   |
| Premis Globus d'Or                                  | Millor guió                                 | Joseph L. Mankiewicz                                                                                      | Guanyador |
| Premis Kinema Junpo                                 | Millor pel·lícula en llengua estrangera     | Joseph L. Mankiewicz                                                                                      | Guanyador |
| Nastro d'Argento                                    | Millor actiu estrangera                     | Bette Davis                                                                                               | Guanyador |
| National Board of Review Awards                     | Top Ten Films                               | Top Ten Films                                                                                             | Guanyador |
| National Film Preservation Board                    | National Film Registry                      | National Film Registry                                                                                    | Inclòs    |
| New York Film Critics Circle Awards                 | Millor pel·lícula                           | Millor pel·lícula                                                                                         | Guanyador |
| New York Film Critics Circle Awards                 | Millor director                             | Joseph L. Mankiewicz                                                                                      | Guanyador |
| New York Film Critics Circle Awards                 | Millor actriu                               | Bette Davis                                                                                               | Guanyador |
| Online Film & Television Association Awards         | Saló de la Fama – Pel·lícula                | Saló de la Fama – Pel·lícula                                                                              | Guanyador |
| Premis Picturegoer                                  | Millor actriu                               | Anne Baxter                                                                                               | Nominat   |
| Premis Picturegoer                                  | Millor actriu                               | Bette Davis                                                                                               | Nominat   |
| Premis del Sindicat de Productors dels Estats Units | PGA Saló de la Fama – Pel·lícula            | PGA Saló de la Fama – Pel·lícula                                                                          | Guanyador |
| Premis del Sindicat de Guionistes dels Estats Units | Millor guió de comèdia                      | Joseph L. Mankiewicz                                                                                      | Guanyador |
| Premis del Sindicat de Guionistes dels Estats Units | Millor guió de comèdia                      | Joseph L. Mankiewicz                                                                                      | Nominat   |

### Reconeixements posteriors
El 1990, Tot sobre Eva va ser seleccionat per a la conservació al National Film Registry dels Estats Units per la Biblioteca del Congrés com a "important cultural, històricament o estèticament". L'Academy Film Archive va preservar All About Eve el 2000. La pel·lícula va ser introduïda el 1997 al Saló de la Fama del Sindicat de Productors dels Estats Units. La pel·lícula també té una puntuació del 99% a Rotten Tomatoes. La pel·lícula ha estat seleccionada per l'American Film Institute per a moltes de les seves llistes 100 Years.
| Any  | Categoria                                                                          | Nominació                                                | Possició |
| ---- | ---------------------------------------------------------------------------------- | -------------------------------------------------------- | -------- |
| 1998 | AFI's 100 Years...100 Movies (en català, 100 anys d'AFI... 100 pel·lícules)        | Tot sobre Eva                                            | 16       |
| 2003 | AFI's 100 Years...100 Heroes and Villains (100 anys d'AFI... 100 herois i dolents) | Eve Harrington (dolenta)                                 | 23       |
| 2005 | AFI's 100 Years...100 Movie Quotes (100 d'AFI... 100 cites de pel·lícules)         | "Fasten your seatbelts. It's going to be a bumpy night." | 9        |
| 2007 | AFI's 100 Years...100 Movies (Edició del 2007)                                     | All About Eve                                            | 28       |

Quan l'AFI va nomenar Bette Davis número 2 a la seva llista de les més grans llegendes femenines de la pantalla americana, Tot sobre Eva va ser la pel·lícula seleccionada per destacar la llegendària carrera de Davis.
El Sindicat de Guionistes dels Estats Units ha classificat el guió de la pel·lícula com el cinquè millor mai escrit.

## Nota
- Aquesta pel·lícula ha estat doblada al català.[1]